# John Nyström (konstnär)
John  Karl Johannes Nyström, född 25 september 1888 i Nacka, Stockholms län, död 10 januari 1945 i Stockholm, var en svensk målare och grafiker. 
Nyström studerade vid Tekniska skolan 1908-1909, Caleb Althins målarskola 1912-1913 och vid Konstakademien i Stockholm 19134-1920. Han företog studieresor till Tysklands, Schweiz och Italien 1921. Han debuterade i Sveriges allmänna konstförenings samlingsutställning redan under sin studietid. Därefter har han medverkat i Värmländska konstnärsförbundets och Värmlands konstförenings utställningar fram till 1943. Separat har han ställt ut på bland annat Konstnärshuset i Stockholm samt hos Thurestams konstsalong i Stockholm.
Åren 1912-1925 var han bosatt i Gåsborn, Värmland men han flyttade därefter till Saltsjö-Duvnäs. Sommartid vistades han ofta på den lilla ön Nyord, där många av hans motiv är hämtade. Han var en av stiftarna av Värmländska konstnärsförbundet 1919. En minnesutställning med hans konst visades på Konstnärshuset i Stockholm 1948. Han var sedan födelsen handikappad som gjorde att han endast med svårighet kunde lyfta höger hand.
Hans konst består av avbildningar av de Värmländska bruken och hyttorna och från Stockholmstiden blev det mest Stockholmsmiljöer och danska kust och hamnmiljöer.  
Nyström är representerad vid Moderna museet i Stockholm, Östersunds museum och Linköpings museum.